# ケレム・ウェレガ県
- ケラム・ウェレガ県

エチオピアの地域と県の地図

ケレム・ウェレガ県（ケレム・ウェレガけん、オロモ語:Qeellam Wallaggaa ）は、エチオピア、オロミア州にある県の一つ。この県は、西部が現在ケラム・ウェレガ県が占めている地域にあった、かつてのウェレガ州にちなんで名付けられた。

## 人口統計
エチオピア中央統計局（CSA）が実施した2007年の国勢調査に基づくと、この県の総人口は797,666人で、そのうち401,905人が男性で、395,761人が女性である。 76,277人または人口の9.56％が都市住民だった。この県では合計159,353世帯がカウントされ、1世帯あたりの平均人数は5.01人、住宅数は152,916戸。ケラム・ウェレガ県で報告された2つの最大の民族グループは、オロモ人（94.08％）とアムハラ人（5.13％）だった。他のすべての民族グループは人口の0.79％を占めていた。94.12％がオロモ語を第一言語として話し、5.32％はアムハラ語を話した。残りの0.56％は、報告された他のすべての主要言語を話した。住民の大多数はプロテスタントで、人口の48.45％がその信念を実践したと報告し、人口の26.9％がエチオピア正教会のキリスト教を公言し、人口の23％がイスラム教徒であった。